# Hoplosphyrum skottsbergi
Hoplosphyrum skottsbergi är en insektsart som beskrevs av Lucien Chopard 1923. Hoplosphyrum skottsbergi ingår i släktet Hoplosphyrum och familjen Mogoplistidae. Inga underarter finns listade i Catalogue of Life.